# Henri François d'Aguesseau

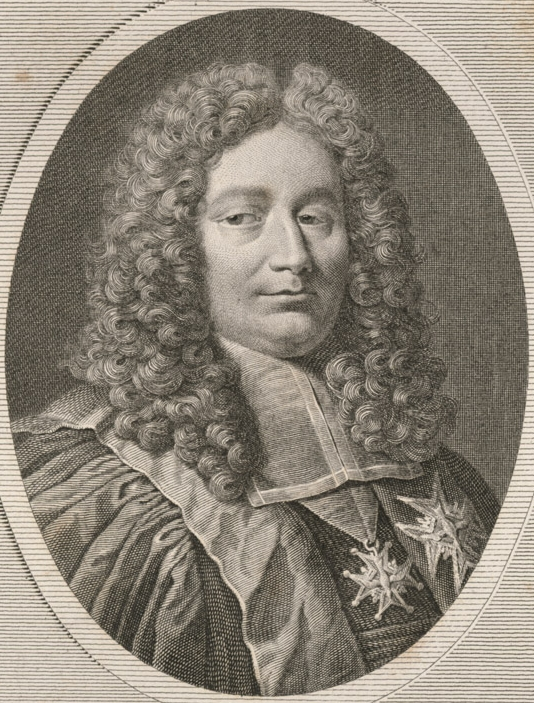
Henri François d'Aguesseau.

Henri François d'Aguesseau, född 27 november 1668 i Limoges, död 5 februari 1751 i Paris, var en fransk jurist. Han var morbror till Nicolas de Saulx de Tavannes.
d'Aguesseau var från 1700 generalprokurator vid parlamentet i Paris. Som anhängare av den gallikanska kyrkan i dess kamp mot påvestolen motsatte sig d'Aguesseau Ludvig XIV:s försök att få parlamentet att anta bullan Unigenitus, riktad mot jansenismen. 1717 blev d'Aguesseau kansler och storsigillbevarare men kom flera gånger i onåd och återkallades först 1727. Han vann stort anseende för sin lärdom och vältalighet, men hans främsta insats faller på lagstiftningens område, där han outtröttligt arbetade för en gemensam lag för hela Frankrike och förberedde revolutionstidens lagreform.